# Eshaq Yahanguirí
Eshaq Yahanguirí Kuhshahí, más conocido como Eshaq Yahanguirí (10 de enero de 1957), es un político reformista iraní que se desempeñó como sexto primer vicepresidente de Irán desde 2013 hasta 2021 en el gobierno de Hasán Rohaní. 

## Biografía
Eshaq Yahanguirí nació en 1957 en Kuhshah, al noreste de la provincia iraní de Hormozgán, hijo de un obrero de las minas de cromita de Abdasht, en la provincia de Kermán.

### Estudios
Yahanguirí hizo sus estudios secundarios y preuniversitarios en la ciudad de Siryán, en su provincia natal. Estudió Física hasta licenciarse en la Universidad de Kermán y para su maestría en Ingeniería industrial logró trasladarse a la Universidad Tecnológica Sharif, una de las prestigiosas de Irán, en Teherán, donde obtuvo una maestría. Más adelante se doctoró en Gestión industrial en la Universidad Islámica Azad de Teherán.

### Carrera política

#### 1979 a 1984: primeros años en la Yihad de la Construcción y la Yihad Agrícola
Con el derrocamiento del shah Mohammad Reza Pahlevi y el triunfo de la Revolución Islámica de 1979, Eshaq Yahanguirí accedió a la dirección en el shahrestán de Yiroft, en la provincia de Kermán, de la Yihad de la Construcción, institución creada por indicación del ayatolá Jomeini con el fin de combatir el subdesarrollo en las regiones más marginadas de Irán. De la dirección del proyecto de desarrollo de Yiroft pasó a ser miembro del concejo central de la provincia de Kermán y a funciones directivas en la Yihad Agrícola regional.

Después del triunfo de la revolución, yo era un estudiante de 21 años. En aquella época, al sentir yo el dolor de las zonas rurales, me fui a los pueblos de Kermán y Bam y empecé a trabajar allí, y cuando el Imam [sic, el ayatolá Jomeini] —que Dios se apiade de él—, dio la orden de formar la Yihad de la Construcción, yo entré y empecé en una de las zonas rurales fronterizas de Sistán y Baluchistán. Después fui responsable de la Yihad de la Construcción en la ciudad de Yiroft. En esa etapa daba un poco igual quién era el responsable, y todos trabajaban en la medida de sus capacidades para que las cosas avanzaran mejor.

#### 1984 a 1997: representación de Yiroft, gobernación de Ispahán y colaboración con Rafsanyaní
En 1984, Yahanguirí se presentó a las elecciones legislativas en Yiroft y obtuvo la representación en la Asamblea Consultiva Islámica de la circunscripción, mandato que renovó en las siguientes elecciones hasta 1992. Al terminar su segundo período parlamentario, fue designado por el presidente Akbar Hashemí Rafsanyaní como gobernador de la provincia de Isfahán y tres años más tarde se contó entre los miembros fundadores del partido de Rafsanyaní, Partido de Ejecutivos de la Construcción, de cuyo consejo central participa. 

#### 1997-2005: ministro del gobierno reformista de Jatamí
En el primer gabinete del reformista Seyyed Mohammad Jatamí (1997-2001), Yahanguirí fue ministro de Minas y Metales y, tras la fusión de los ministerios de Minas y de Industrias, se convirtió en el primer ministro de Industrias y Minas, puesto que conservó hasta el término de la presidencia de Jatamí, en 2005. 

#### 2005 a 2013: Oposición al gobierno de Ahmadineyad
Con el acceso al poder del gobierno de Mahmud Ahmadineyad, en el otoño de 2005 Yahanguirí comenzó a trabajar como representante de inversiones del Banco Nacional de Irán (Bank Melli) en la junta directiva de la Compañía Industrial Marítima de Irán (SADRA), la mayor empresa de contratas iraní, en particular en el dominio de la construcción de estructuras marinas, puentes, puertos e instalaciones petroleras. Durante cuatro años ejerció también como docente en el estatal Instituto de Gestión Industrial (en persa, سازمان مدیریت صنعتی, Sazman-e Modiriat-e Sanatí). Desde ese año es también miembro de la junta académica de la fundación cultural Barán, creada por el expresidente Jatamí. 
Yahanguirí participó en la campaña electoral de Mir Hosein Musaví para la elección presidencial de 2009 con un discurso en Qom: 

Uno de los logros más importantes de la Revolución Islámica es el carácter islámico y republicano del sistema político. Todos aquellos cuyo corazón late por este sistema deben esforzarse para que se conserven estas dos alas de la revolución islámica.

Tras la crisis política abierta por las protestas postelectorales y su represión, abandonó toda responsabilidad gubernamental y se dedicó la edición de la revista mensual صنعت و توسعه («Industria y desarrollo»). En el verano de 2010, en un ambiente político aún marcado por un enfrentamiento exacerbado entre distintas facciones, Yahanguirí participó en una sonada ceremonia de ruptura de ayuno de ramadán en el domicilio del exministro reformista Abdolá Nurí, en que se hizo patente la división reinante entre el centenar de personalidades de la oposición al gobierno de Mahmud Ahmadineyad, como Mir Hosein Musaví (quien no asistió), Seyed Mohammad Jatamí, Mehdí Karrubí, Seyed Hasán Jomeiní (nieto del líder de la Revolución Islámica), etc. En los mismos días, Yahanguirí había publicado una polémica crítica de la gestión de Ahmadineyad aludiendo a un contraste entre la (muy crecida) renta petrolera iraní durante la presidencia Ahmadineyad y sus realizaciones, en relación con gobiernos anteriores. 
En marzo de 2013, tras años de distanciamiento entre el movimiento reformista iraní y el líder supremo de Irán, Yahanguirí formó parte junto a Mayid Ansarí y Abdolvahed Musaví Larí de una comitiva que mantuvo una reunión con Seyyed Alí Jameneí, en la que Yahanguirí comunicó el punto de vista de los reformistas sobre la situación de la industria y las infraestructuras iraníes, con la elección presidencial de junio en perspectiva.

#### 2013: vicepresidente del gobierno de Hasán Rouhaní
En la campaña presidencial de 2013, Yahanguirí ostentó la presidencia del comité electoral del expresidente Akbar Hashemí Rafsanyaní. Al ser anulada la candidatura de éste, se trasladó al comité de campaña del secretario del Consejo Superior de Seguridad Nacional, Hasán Rouhaní quien, tras ser investido, lo nombró como vicepresidente de su gobierno el 4 de agosto de 2013. 

## Familia
Yahanguiri perdió en la guerra Irán-Iraq a dos hermanos, que tienen en Irán la consideración oficial de «mártires» (en persa, شهید shahid). Sobre su relación con ellos, ha declarado: 

En aquel entonces, todos nosotros compartíamos una forma de pensar y no se planteaban discusiones políticas. Los tres éramos participantes constantes en las ceremonias religiosas y revolucionarias, y nos movíamos en un mismo sentido.

En el verano de 2010, a la muerte del padre de Yahanguirí, éste recibió un mensaje de pésame del líder supremo de Irán, Seyyed Alí Jameneí.
| Predecesor: Mohammad-Reza Rahimi | Vicepresidente de Irán 2013 - 2021 | Sucesor: Mohammad Mukhbar |